# Honduras nos Jogos Pan-Americanos de 2011
Honduras participou dos Jogos Pan-Americanos de 2011 em Guadalajara, no México.

## Desempenho

### Levantamento de peso
Masculino
| Atleta     | Categoria | Resultado (kg) | Resultado (kg) | Resultado (kg) | Posição |
| Atleta     | Categoria | Arranque       | Arremesso      | Total          | Posição |
| ---------- | --------- | -------------- | -------------- | -------------- | ------- |
| Joel Pavon | Até 94 kg | 135            | 175            | 310 kg         | 9º      |

Feminino
| Atleta     | Categoria | Resultado (kg) | Resultado (kg) | Resultado (kg) | Posição |
| Atleta     | Categoria | Arranque       | Arremesso      | Total          | Posição |
| ---------- | --------- | -------------- | -------------- | -------------- | ------- |
| Tumy Gomez | Até 53 kg | 56             | 65             | 121 kg         | 11º     |

### Remo
| Atleta                    | Prova                           | Elim.   | Elim.     | Repescagem | Repescagem | Final | Final          |
| Atleta                    | Prova                           | Tempo   | Pos.      | Tempo      | Pos.       | Tempo | Pos.           |
| ------------------------- | ------------------------------- | ------- | --------- | ---------- | ---------- | ----- | -------------- |
| Luis Aguilar Wilton Tatum | Skiff duplo peso leve masculino | 7:38.01 | 5º/bat. 2 | 7:48.91    | 5º/rep. 1  | DNS   | 11º/5º Final B |

Legenda
| Recorde mundial                  | Recorde mundial (World record)               |                       | Recorde africano                      | Recorde africano (African) |                                           | Q | Classificado por posição (Qualified) |
| Recorde dos Jogos Pan-Americanos | Recorde pan-americano (Pan-American record)  | Recorde da América    | Recorde da América (Americas)         | q                          | Classificado por melhor tempo (Qualified) |   |                                      |
| Melhor marca do ano              | Melhor marca do ano (World leading)          | Recorde asiático      | Recorde asiático (Asian)              | DNS                        | Não largou (Did not start)                |   |                                      |
| Recorde nacional                 | Recorde nacional (National record)           | Recorde europeu       | Recorde europeu (European)            | DNF                        | Não terminou (Did not finish)             |   |                                      |
| Recorde pessoal                  | Recorde pessoal do atleta (Personal best)    | Recorde da Oceania    | Recorde da Oceania (Oceania)          | DSQ / DQ                   | Desclassificado (Disqualified)            |   |                                      |
| Recorde da temporada             | Recorde da temporada do atleta (Season best) | Recorde sul-americano | Recorde sul-americano (South America) | NM                         | Sem marca (No mark)                       |   |                                      |